# 최할리
최할리(1969년 9월 2일 ~ )는 한국계 미국인 뮤지컬 배우 겸 영화배우이다.

## 생애

### 이력
1994년 뮤지컬 배우 첫 데뷔하였고 이어 같은 해 1994년 엠넷 비디오 자키 선발대회에서 대상을 수상하였다.
신장은 172cm이고 체중은 52kg인 그녀는 영어 회화와 첼로 연주와 피아노 연주와 골프와 요가와 수영에 특기가 있다.

### 주요 경력
- 1994년 뮤지컬 배우 첫 데뷔.
- 1994년 엠넷 비디오 자키 콘테스트 대상 수상.

### 학력
- 미국 캘리포니아 주립대학교 풀리턴 교 첼로학과 학사

#### 비학위 수료
- 대한민국 서울 홍익대학교 산업대학원 산업교육정책과정 수료
- 대한민국 서울여자대학교 교육대학원 교육행정정책과정 수료
- 미국 콜로라도 주립대학교 경영대학원 최고경영자과정 수료
- 미국 메릴랜드 주립 대학교 행정대학원 행정정책과정 수료
- 대한민국 서울 이화여자대학교 행정대학원 고위정책과정 수료
- 대한민국 서울 숙명여자대학교 행정대학원 고위발전행정정책과정 수료
- 대한민국 서울 동덕여자대학교 경영대학원 최고경영자과정 수료
- 대한민국 서울 숭실대학교 행정대학원 행정정책과정 수료

## 출연작

### 뮤지컬
- 1994년 《시카고》 ... 메어리 선샤인 역(조연)

### TV 프로그램
- 1995년 엠넷 《생방송 뮤직 핫 라인》
- 1995년 엠넷 《젊음이 있는 곳》
- 1995년 KMTV 《팝스 파노라마》
- 1995년 MBC 《도전 추리특급》
- 1995년 KBS2 《TV는 사랑을 싣고》
- 1995년 KBS2 《생방송 아침을 달린다》
- 1996년 SBS 《충전 100%쇼》
- 1997년 MBC 청춘시트콤 《남자 셋 여자 셋》
- 1998년 KBS2 《가족오락관》
- 1998년 SBS 《서세원의 좋은 세상 만들기》
- 1999년 KBS2 《코미디 세상만사》
- 2001년 KBS1 《가족오락관》
- 2009년 Story on 《품절녀의 블로그》
- 2009년 tvN 《세 남자》
- 2012년 SBS 《강심장》
- 2013년 채널A 《웰컴 투 시월드》
- 2017년 엠넷 《너의 목소리가 보여 시즌4》
- 2017년 MBN 《속풀이쇼 동치미》
- 2017년 SBS 《백년손님》
- 2018년 MBC every1 《대한외국인》

### 라디오 프로그램
- 2009년 EBS FM 《폰폰 잉글리시》
- 2015년 EBS FM 《EBS 책 읽는 라디오 낭독 시리즈》

### 영화
- 2015년 《위선자들》

### 유아비디오
- 1997년 KBS 영상사업단 《최할리의 MUSIC ENGLISH》